# Gerd Wessig
Gerd Wessig, född 16 juli 1959 i Lübz i Mecklenburg-Vorpommern, är en före detta östtysk friidrottare som vann guld i höjdhopp vid sommar-OS i Moskva 1 augusti 1980.
Wessig tränade med sportklubben SC Traktor Schwerin under tränare Bernd Jahn och studerade vid John Brinckmannskolan i Goldberg. 
En kort tid före sommar-OS 1980 blev Wessig överraskande östtysk mästare med nytt personligt rekord på 2,30. Tack vare denna prestation blev han uttagen till den östtyska OS-truppen. Vid OS i Moskva var han knappast bland förhandsfavoriterna men vann ändå sensationellt tävlingen på det nya världsrekordet 2,36. Han blev därmed den förste (och hittills ende) höjdhopparen som har slagit världsrekord i en olympisk tävling. Den tidigare världsrekordhållaren, polacken Jacek Wszoła, blev tvåa i tävlingen.
Efter OS prövade Wessig lyckan som tiokampare med ett bästa resultat på respektabla 8015 poäng efter den gamla tiokampstabellen (7974 poäng efter nuvarande tabell) från 1983. Han återvände så till höjdhoppet, men var skadeförföljd och nådde aldrig gamla höjder igen. Bästa resultat efter comebacken var en andraplats vid Världscupen 1985 (efter Patrik Sjöberg). Året därefter deltog han i friidrotts-EM, där han nådde en sjundeplats. Han hann med att bli östtysk mästare både 1988 och 1989 innan han avslutade karriären.
Wessig var 2,01 meter lång och vägde 88 kilo under sin aktiva karriär. Han är utbildad kock och har studerat gastronomi. Efter den aktiva karriären har han drivit en egen firma i Lübstorf-Rugensee i Mecklenburg-Vorpommern, ett företag som säljer sportutrustning. Han är gift med den tidigare längdhopperskan Christine Schima. 